# 시나 에쓰사부로
시나 에쓰사부로(일본어: 椎名 悦三郎, 1898년 1월 16일~1979년 9월 30일)는 8선 중의원 의원을 지낸 일본의 정치인이다.

## 생애

### 학창 시절
1898년 1월 16일에 이와테현 이사와군 미즈사와정(지금의 오슈시)에서 고토 히로시의 아들로 태어났다. 고토 히로시는 고토가에 데릴사위로 들어간 인물로 소학교 교사로 일하다가 미즈사와정 부정장과 이와테현의회 의원을 거쳐 미즈사와정장을 10년간 지냈다. 고토가는 난학자 다카노 조에이의 후손인데 시나의 이름은 다카노 조에이의 아명을 따온 것이다.
고토 히로시가 젊었을 때 사업에 실패해 시나는 어린 시절 빈궁한 생활을 보냈다. 어린 시절부터 낮에는 일을 하고 밤에 학교를 다니다가 고등소학교 4학년 때 혼자서 상경했다. 실업가 하라 구니조의 집에서 글방 일을 하며 공부를 했는데 하라가 시나의 야학을 허락해주지 않자 화가 나서 3개월 만에 집을 나왔다. 이후 골동품점에서 살면서 일하고 밤에는 야학을 다녔는데 이것도 3개월 만에 관두고 동향인 선배 집에서 머물렀다.
그러다 아버지의 알선으로 인접한 가네가사키정에서 중의원 의원 시가 와타리의 집에서 서생을 하며 밤에는 야학을 다녀 긴조 중학교 3학년으로 편입하는 데 성공했다. 중학교를 졸업할 무렵에는 아버지가 수리권을 얻은 이사와강의 수력발전소 사업이 궤도에 올라 경제적으로 여유가 생기자 본가에 돌아갔다. 이후 구제 제이고등학교를 거쳐 도쿄 제국대학(지금의 도쿄 대학) 법학부 법률학과 독법과에 진학했다. 이때 이모의 시댁인 시나가에 양자로 들어가면서 성이 고토에서 시나로 바뀌었다.

### 관료 시절
고교 선배였던 오지마 아라카즈의 영향을 받아 대학을 다니면서 고등문관시험에 응시해 합격했고 1923년 3월 졸업 후 오지마를 따라 농상무성에 들어갔다. 공무국 공무과에서 관료 생활을 시작한 시나는 당시 사무차관이던 오지마의 지도를 받았다. 다음 해에 농상무성이 농림성과 상공성으로 분리되자 상공성에 속하게 됐다.
1925년 「중요 수출품 공업조합법」에 근거해 담합 조장을 지도·감독하기 위해 전국에 관리가 파견되었다. 시나는 아이치현 공업조합감독관 겸 상공과장이 되어 4년을 나고야에서 근무했다. 이때 아이치현 견본시를 대표해 만주를 찾아 나고야항과 다롄항을 잇는 정기편 운행을 남만주철도주식회사와 논의했다. 1926년 가을에 친분이 있던 간사이 재벌 중 하나인 모리노부 게이지의 장녀와 결혼했다.
1929년에 상공성에 돌아와 공무국 공무과 사무관이 되었고 1932년 8월에 구미 각국의 불황 대책과 산업 정책을 시찰하기 위해 출장을 갔다가 다음 해 5월에 귀국했다. 같은 달 6월에 임시산업합리국 주임사무관이 되었다.
이때 상공성 문서과 전임참사관 기시 노부스케의 요청에 따라 10월에 만주국 실업부 총무사 계획과장이 되어 신징에 갔다. 이후 문서과장 겸 통제과장이 되었고 실업부의 외국으로 임시산업조사국을 설치해 3년 동안 만주국의 산업 조사를 지휘했다. 조사는 농업, 임업, 지하 자원, 수력 발전 등에 걸쳤고 무장 도적들이 활개치는 변경 지역에서도 실시됐다. 이 조사를 바탕으로 일본으로부터 만몽개척이민을 얼마나 받아들일지 파악하고 쑹화강과 압록강에 수력 발전소를 건설하는 계획도 세우게 되었다. 25억 엔에 달하는 만주 산업개발 5개년 계획도 이 조사에 기반해서 만들어졌다. 또한 시나는 「중요산업통제법」이 규정하는 1업종 1회사에 의한 독점을 통해 국책 특수회사를 중심으로 하는 통제 경제를 구축하고자 했다.
1936년 봄 만주생명 이사장으로 자리를 옮긴 다카하시 고준의 후임으로 관동군의 요청에 따라 기시가 실업부 차장이 되었다. 다음 해 7월에 시나는 실업부 광공사장에 취임해 기시의 지휘하에 만주국의 경제 통제와 산업 개발을 추진했다. 그러다가 1939년에 시나는 기시에게 본국으로 돌아가게 해달라고 청했다. 기시가 만든 거대 국책 회사인 만주중공업개발의 총수인 아이카와 요시스케는 시나에게 중역을 맡아달라고 설득했으나 시나는 이를 거절하고 4월에 귀국했다.

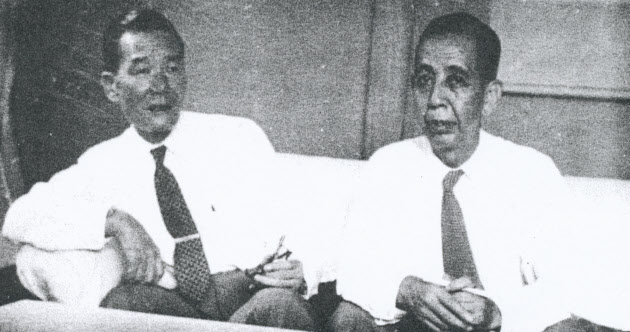
상공상 기시와 상공차관 시나.

귀국후 시나는 상공성 임시물자조정국 소속이 되었다. 임시물자조정국은 「국가총동원법」에 따라 국책 물자의 통제와 조달을 담당하는 부서로 시나는 화학제품을 담당하는 제5부장이 되었다. 6월에는 총무국 총무과장으로 옮겨갔는데 총무국은 전시 체제에 적응하기 위해 상공성에 설치된 광산국, 철강국, 화학국, 기계국, 섬유국, 연료국 등을 총괄하는 부서였다.
당시 상공상은 해군 중장 출신인 고도 다쿠오였는데 고도는 상공차관 무라세 나오카이와는 사이가 좋지 않았다. 이에 고도는 아직 만주국에 남아 있던 기시를 본국으로 보내줄 것을 군부에 요청했으며 시나도 이를 지지했다. 무라세는 이에 반발했지만 일본에 돌아온 기시는 10월에 상공차관이 되었고 시나는 총무국장 대리가 되어 사실상 수석 국장이 되었다. 군부에 장악된 기획원이 전시 경제 통제를 입안하면 상공성이 실무를 담당했는데 이때 상공성에서 중심 역할을 했던 인물이 바로 기시와 시나였다. 시나는 12월에 정식으로 총무국장으로 임명됐다.
미즈노 시게오와 미나미 기이치가 옛날에 재생지 제조 회사를 설립하고자 했으나 상공성에 의해 거부된 적이 있었다. 시나는 총무국장이 되자 이들과 다시 담판을 했으나 당시 상공상 후지와라 긴지로가 오지제지 사장 출신이었기에 또 반려되었다. 하지만 육군의 이와쿠로 히데오가 추천장을 써주자 재생지를 중국 대륙에서 선무 공작을 하는 데 사용할 것을 조건으로 국책펄프 설립을 허가했다. 이후 미즈노는 재계 4천왕 중 한 명으로 성장했으며 훗날 시나가 정계에 진출하자 유력한 지원자가 되었다.
쇼리키 마쓰타로가 『요미우리 신문』을 매수하려 할 때 시나의 숙부인 고토 신페이로부터 10만 엔을 기부받은 적이 있어 은혜를 갚고자 고토기념관을 짓고자 했다. 그런데 전시 상황이라 회당, 극장, 회관 등의 신축이 금지되어 있었다. 이에 시나는 공민관을 짓는 것으로 하여 건축 허가를 내줬다. 이렇게 지어진 것이 고토 백작 기념공민관이며 이는 일본 최초의 공민관이다.
1940년 7월 제2차 고노에 내각이 발족하면서 고바야시 이치조가 신임 상공상으로 취임했다. 고바야시는 기획원과 상공성이 중심이 되어 기획한 경제 신체제 요강안에 격렬하게 반대했고 이를 추진한 혁신관료들을 비난했다. 혁신관료의 대표 주자였던 기시는 고바야시와 대립했고 그 해 말에 기시는 상공차관에서 경질됐다. 더 나아가 검찰은 혁신관료의 거점인 기획원을 수사해 이나바 히데조, 와다 히로오, 가쓰마타 세이이치, 사타 다다타카 등을 「치안유지법」 위반 혐의로 체포하는 기획원 사건을 일으켰다. 한편 기시의 후임으로 오지마 아라카즈가 신임 차관이 되었는데 시나가 오지마를 적극 지지했다. 1941년 10월 도조 내각이 들어서자 기시는 상공상이 되어 돌아왔고 시나는 상공차관이 되었다.
태평양 전쟁이 시작되자 기시와 시나는 군부에 협조해 엄격한 전시 통제 경제 정책을 추진했다. 고바야시 때문에 중단되었던 신경제 체제 확립 요강을 바탕으로 「중요산업단체령」를 시행해 각 업계에 통제회를 설치했다. 1942년 4월에는 「기업정비령」을 제정해 평화산업의 전면적인 군수공업화를 추진했다. 이로써 섬유 공장이 병기 공장이 되는 등 다수의 중소기업이 정리·통합되어 군수 공장의 하청 업체가 되었다. 하토야마 이치로 등 일부 의원들이 이에 반대했으나 시나는 익찬정치회와 깊은 연결 고리가 있던 상공위원회를 통해 의회에 대처했다. 당시 상공위원회에는 미요시 히데유키, 가와시마 쇼지로, 아카기 무네노리, 노다 다케오, 미키 다케오 등이 소속되어 있었으며 훗날 이들은 미키를 제외하고 모두 자유민주당 기시파에 속하게 된다. 또한 미요시와 가와시마를 기시에게 소개한 인물이 시나였다.
1943년 11월 군수성이 창설되자 총리대신 도조 히데키는 군수상을 겸임했고 기시는 국무상 겸 군수차관이 되었다. 시나도 군수성으로 자리를 옮겨 총동원국장이 되었고 나중에는 육군사정장관을 겸임했다. 1944년 7월 기시가 내각 불일치를 일으켜 도조 내각이 붕괴하자 기시도 국무상에서 물러났다. 시나는 총동원국장에 유임됐다가 1945년 4월 스즈키 간타로 내각이 발족하자 시나는 군수차관으로 승진했다.
종전 후인 8월 26일에 군수성이 폐지되고 상공성이 부활하자시나는 상공차관으로 돌아왔다. 시나는 사아공성 내에 재적하고 있는 군인을 정리하고 전후 경제 재건을 위한 새로운 조직 구축을 의뢰받았다. 성의 재편 작업이 순조롭게 진행되자 히가시쿠니노미야 내각의 퇴진과 함께 10월 12일 차관에서 물러났다. 기시는 A급 전범 용의자로 체포되어 스가모구류소에 수용됐으며 시나도 이치가야의 미군 검사로부터 8차례에 걸쳐 조사를 받았지만 기시에게 불리한 증언은 하지 않았다. 11월 연합군 최고사령부(GHQ)에 기시의 석방을 요청했지만 거절당했다. 1947년 11월 GHQ에 의해 공직 추방을 당했다. 기시가 석방되자 GHQ에 기시의 공직 추방 해제를 탄원했지만 거절당했다.

### 사업가
공직 추방을 당한 시나는 11월에 고향 사람들로부터 강한 요청을 받아 모리오카시에 본사가 있는 도호쿠진흥섬유공장의 대표이사가 되었다. 이후 다이토 방적의 도쿄 가나정의 공장과 소모 기계를 매수하고 새 기술자를 고용했다. 이 재원은 부흥금융금고의 융자로 충당할 계획이었지만 인플레이션을 억제하기 위해 1949년 닷지 라인이 실시되면서 부흥금융금고의 융자가 폐지되고 말았다. 시나는 자금을 얻기 위해 분투했으나 기업의 낮은 기술 수준 때문에 한국전쟁 특수도 누리지 못한 채 1952년 5월 파산했다. 시나는 7월에 대표이사에서 물러났으며 회사는 구레하 방적에 흡수됐다. 이후 시나는 심적으로 고생을 해 건강을 해쳐 요양 생활을 했다.
한편 1948년 10월에 병기 처리 문제와 관련해 중의원 부당재산거래조사특별위원회에 나카지마 지쿠헤이, 사타와 함께 소환되었다.

### 정계 입문
종전 직후부터 시나는 정계 진출을 꿈꾸고 있었다. 1951년 공직 추방에서 해제되고 1953년 3월에 바카야로 해산으로 총선이 공시되자 입후보를 하고자 했다. 하지만 마찬가지로 선거를 준비 중이던 기시의 지원을 받는 데 실패하고 대신 기시의 동생으로 자유당 간사장이던 사토 에이사쿠를 만나게 해줬다. 시나는 사토에게 자유당 공천을 요청했지만 당의 선거책임자인 오자와 사에키를 소개받았을 뿐 확답은 받지 못했다. 시나는 오자와를 찾아갔으나 시나가 희망한 이와테현 제2구는 이미 공천자 3명이 확정되었기에 거절당했다. 시나는 무소속으로 출마를 강행했지만 개진당의 시가 겐지로가 3선 의원으로 지반을 다지고 있었고 사회당 좌파의 기타야마 아이로도 노동조합의 강력한 지지가 있었기에 낙선하고 말았다. 거기에 선거법 위반 혐의로 경찰 조사도 받았는데 불기소 처분을 받았다.
그러다 1955년 총선을 앞두고 일본민주당 간사장이 된 기시의 권유를 받아 민주당 후보로 다시 출마했다. 이번엔 기시의 전면적인 지원과 풍부한 선거 자금을 받은 데다가 하토야마 붐에 편승한 민주당이 크게 승리한 선거였기에 시나는 최하위였지만 첫 당선에 성공했다. 3월에 제2차 하토야마 이치로 내각이 출범하자 시나는 민주당 정무조사회 부회장이 되었고 중의원 운수위원회에 소속됐다. 11월에 민주당이 자유당과 합당해 자유민주당이 탄생하자 자민당 소속이 되었다.

### 기시 내각
1957년 2월에 이시바시 단잔이 취임 2개월 만에 병으로 총리대신을 사임하자 제1차 기시 내각이 출범했다. 초선 의원이었지만 상공차관 출신으로 산업계에 인맥이 풍부했던 시나는 간사장 가와시마 쇼지로의 추천으로 당의 경리국장이 되었다. 시나가 경리국장이 된 뒤에 재계로부터 받는 자민당의 헌금은 종래 2억 엔에서 10억 엔으로 크게 늘어났다. 1958년 총선에서 재선에 성공했고 1959년 6월에 제2차 기시 내각 (개조)이 발족하자 재선 의원임에도 불구하고 내각관방장관에 취임했다.
기시는 「일본과 미국 간의 상호 협력 및 안전 보장 조약」 개정을 위해 시나가 필요하다며 관방장관에 앉혔다고 설명했다. 관방장관은 내각의 대변인이지만 시나는 기자회견에서 질문을 받을 때마다 "자세한 건 총리에게 물어보라"라고만 답했다. 한편 안보조약 개정에 주력하는 기시를 지지했다. 1960년 6월 안보조약 개정이 이루어지자 기시는 사임했다. 시나는 차기 총재로 이케다 하야토를 지지했고 기시파와 사토파의 지지를 받은 이케다는 총재 선거에서 승리했다.

### 선거법 위반 논란
기시파가 이케다 당선에 도움을 주었기에 제1차 이케다 내각이 출범하자 시나는 기시파를 대표하여 자유민주당 정무조사회장에 취임했다. 그 해 10월에 중의원 해산과 총선이 시행됐고 시나는 3선 의원이 되었다. 선거 후 출범한 제2차 이케다 내각에서 통산상으로 입각했다. 그런데 이 무렵 시나는 야당으로부터 선거법 위반 문제로 추궁을 받아야 했다.
1958년 선거 때 시나 캠프에서 총괄주재자 겸 출납책임자로 있던 전 이치노세키시장 마쓰카와 쇼조와 그 아내가 매수 혐의로 경찰의 수사를 받게 되자 도주하는 사건이 있었다. 이들은 전국에 지명수배도 당했는데 야당은 시나가 마쓰카와 부부의 도주를 돕고 있는 게 아니냐고 추궁한 것이다. 시나는 이를 부정했지만 마쓰카와 부부는 시나의 지인인 한 기업인의 집에 숨어 있었다. 그러다 자신의 정치 활동에 미칠 영향을 고려해 1961년 6월 제2차 이케다 내각 (제1차 개조) 출범을 앞두고 통산상에서 물러났고 마쓰카와 부부에게 자수를 권해 사건을 종결시켰다.
1962년 3월 마쓰카와 부부는 유죄 판결을 받았다. 또한 시나의 부인과 비서 2명도 도주중인 마쓰카와 부부에게 자금을 제공한 혐의로 유죄를, 마쓰카와 부부에게 숨을 장소를 제공한 시나의 지인도 유죄가 선고됐다. 당시 언론은 시나의 도의적 책임을 강하게 요구했지마나 시나는 의원직에서 물러나지 않았다.

### 기시파의 분열
기시의 정치적 후계자인 후쿠다 다케오가 1962년 11월에 새로운 파벌을 만들고자 하자 기시는 자신의 파벌인 십일회의 해산을 선언했다. 하지만 가와시마 쇼지로를 중심으로 한 일부 의원들은 후쿠다를 리더로 인정하지 않아 기시파는 분열했다. 기시와 후쿠다는 소득 배증 계획으로 대변되는 이케다의 정책에 부정적이었는데 시나는 이를 납득하지 못해 기시와 결별하고 가와시마가 이끄는 교우 클럽에 참여했다. 가와시마와 시나는 옛날부터 기시를 지지해 왔는데 기시는 후쿠다를 지나치게 중용하여 기시에 대한 불만도 강했다.
가와시마파에는 가와시마, 시나, 아카기 무네노리, 후지에다 센스케, 하마노 세이고, 아라후테 세이주로, 하세가와 시로, 아키타 다이스케 등 중의원 의원 19명이 속해 있었다. 시나는 전전부터 가와시마와 교류가 있었으며 특히 고토 신페이와도 인연이 있었다. 시나는 가와시마파에 가입했지만 미키 다케오가 이끄는 미키 조사회에도 적극적으로 참여했다. 1963년 11월 총선에서 당선돼 4선 의원이 되었는데 이 선거에서 시나는 처음으로 선거법 위반을 저지르지 않았다.

### 외무상 재임
1964년 총재 선거는 이케다와 사토 에이사쿠의 싸움이었고 가와시마파는 이번에도 이케다를 지지했다. 이케다는 총재 선거에서 승리해 3선에 성공했고 제3차 이케다 내각 (개조)이 출범하자 가와시마는 자유민주당 부총재에, 시나는 외무상에 기용됐다. 시나의 외무상 취임은 기상천외한 인사로 평가받았으며 시나 본인도 "왜 이런 인사를 생각했나"라며 난색을 표했다. 이 인사는 마에오 시게사부로의 강한 추천이 있었다고 전해진다. 이케다는 개조 내각을 꾸린 지 불과 4개월 만에 후두암으로 입원했고 1964년 하계 올림픽 폐막식 다음 날에 총리대신에서 물러났다.
제1차 사토 내각에서 외무상에 유임된 시나는 「한일기본조약」 체결을 위해 대한민국과 교섭에 나섰다. 한일 교섭은 1951년부터 단속적으로 이루어져 왔는데 시나가 외무상이 되었을 무렵엔 청구권 문제와 어업 문제는 대체로 합의가 이루어진 상태였다. 문제는 한국 국민과 야당이 한일 교섭을 대일 굴복 외교로 규정해 반대 시위가 이어져 교섭이 지속되기 어려웠다.
당시 남은 문제는 「한일병합조약」의 유효성과 한국 정부의 관할권 문제였다. 일본은 「한일병합조약」이 한국이 독립한 1945년부터 무효라 주장했지만 한국은 처음부터 무효라 주장했다. 한편 관할권 문제는 한국의 지배 영역을 둘러싼 갈등인데 일본은 한반도 비무장 지대 이남 지역만이 한국의 관할권이라 주장했지만 한국은 한국만이 한반도 전체를 관할하는 유일한 합법 정부임을 내세웠다. 합의가 쉽지 않자 시나는 한국 외무장관 이동원에게 애매한 문구로 합의를 볼 것을 권했다. 이동원은 대한민국의 대통령 박정희의 재가를 얻어 시나의 제안을 수용했다. 그리고 독도 문제는 처음부터 논의하지 않기로 했다.
시나는 1965년 2월 김포국제공항을 통해 한국을 방문했다. 이때 일본의 과거를 깊이 반성한다는 성명을 냈으며 한국 기자들의 질문에 적절히 대답하여 한국의 여론을 신경썼다. 이것이 어느 정도 도움이 되었고 시나는 무사히 「한일기본조약」에 가조인할 수 있었다. 그런데 일본사회당과 민주사회당이 한일 간의 현안을 일괄 타결하겠다고 명언했는데 이를 어겼고 방한 전에 국회에 출석해 방한 목적을 설명하지 않아 「일본국 헌법」 제73조를 위반했다는 이유로 시나에 대한 불신임 결의안을 제출한 상태였다. 이는 결과적으로 부결됐다.
시나는 그때까지 미결정 상태였던 민간 협력 규모를 1억 달러에서 3억 달러로 증액했고 어업 협력에 대해서도 4,000만 달러로 정했다. 그리고 4월 3일에 이동원과 시나는 「한일청구권협정」, 「한일어업협정」, 「재일교포의 법적 지위 및 대우 협정」에 가조인했다. 이후 한국 국민과 야당의 반대가 잇따랐지만 22일에 도쿄도에서 양국 외무장관 사이에서 정식 조인이 이루어졌다. 한일 양국의 언론은 상대방에게 유리한 조약이라며 비판적인 기사를 게재했다.
조약 비준을 둘러싸고 사회당과 일본공산당 등 좌익 정당은 한국의 박정희 정권이 미국의 괴뢰정권이라며 강경한 반대 입장을 보였다. 11월 9일 야당은 한일 양국 사이에서 의견 일치가 이루어지지 않은 중요 사항을 국민에게 숨긴 채 조인하고 미국을 추종하는 외교를 통해 일본 국민의 이익과 아시아의 평화에 심대한 장애를 끼쳤다는 이유로 다시 시나에 대한 불신임 결의안을 제출했다. 국회에 출석한 시나가 애매하고 무책임한 답변을 한 것도 이유 중 하나였다. 제한 시간 초과를 이유로 질의가 중지되었다가 표결도 다음 날로 연기됐다. 10일에 이루어진 표결은 25표 차이로 부결되었다. 그리고 12일 자민당은 실력행사에 나서 야당을 배제하고 중의원에서 「한일기본조약」 비준을 통과시킨 뒤 12월 11일 참의원에서도 자민당이 단독으로 가결시켰다. 12월 18일 「한일기본조약」 비준서 교환식이 이동원과 시나 사이에서 이루어져 한일 국교 정상화가 이루어졌다.
외무상으로 재임할 때 시나는 사회당 의원 도카노 사토코에게 "깊이 반성하고 있다는 게 무슨 의미인가"라는 질문에 대해 "통절히 반성하고 있다라는 의미다"라고 답변했다. 또한 미일안보조약 개정에 대한 견해를 질문받았을 때도 "미국은 일본의 번견이다"라고 발언했다가 야당 의원들로부터 비판을 받자 "번견님이시다"라고 정정했다. 이렇듯 시나는 시치미를 잘 떼고 만담과 유머에 능한 인물이었다. 하지만 요시다 서간이 문제되었을 때에는 요시다 시게루의 사적인 발언으로 규정하고 공표에 반대하는 등 시나를 긍정적으로 평가하는 사람들도 그를 게으름뱅이라 비판했다. 1966년 1월에는 일본 외무상으로는 처음으로 전후에 소련을 방문해 수상 알렉세이 코시긴, 외무상 안드레이 그로미코와 회담하여 「일소항공협정」, 「일소무역협정」을 체결했다.

### 파벌 영수
1966년 12월에 제1차 사토 내각 (제3차 개조)이 출범하면서 시나는 외무상에서 물러나고 자유민주당 총무회장으로 자리를 옮겼다. 그리고 1967년 11월에 제2차 사토 내각 (제1차 개조)이 발족하자 두 번째 통산상 임기를 시작해 1년간 재임했다.
1970년에 가와시마가 사망하자 시나는 만장일치로 교우 클럽을 계승하여 파벌의 영수가 되었다. 이때 시나파는 중의원 의원이 19명, 참의원 의원이 4명인 중간 규모의 파벌이었다. 시나는 아카기와 하마노에게 상담역을 맡기고 마쓰자와 유조를 파벌 간사장으로 임명했다. 한편 시나는 가와시마가 담당하던 일본프로레슬링커미션의 커미셔너 역할도 1971년부터 이어받았다.

### 자민당 부총재
1972년 7월에 사토의 후임을 정하기 위한 총재 선거는 다나카 가쿠에이와 후쿠다 다케오의 싸움이었다. 결과적으로 다나카가 승리했고 시나파 역시 다나카를 지지했다. 8월에 다나카는 시나를 자유민주당 부총재로 기용했다. 중일국교정상화를 결단한 다나카는 9월에 정부를 대표하여 시나가 중화민국에 파견했다. 시나는 중화민국의 행정원장 장징궈와 외교부장 선창환 등과 만나 회담하여 중일국교정상화의 불가피함을 설명했지만 항의 여론이 거셌다.
시나는 외교 관계를 포함한 대만과의 모든 관계를 유지한 상태에서 중일국교정상화를 추진하겠다고 공식 발표했다. 하지만 이는 자민당의 방침과는 다른 것으로 외무상 오히라 마사요시는 "의례적인 표현"이라며 확대 해석을 경계했다. 시나가 귀국한 뒤 다나카는 오히라와 함께 중국에 가서 국교정상화에 합의하고 중일공동성명을 발표했다. 그리고 오히라는 「중일화평조약」을 파기하고 대만과의 국교를 단절했다.
1974년에는 김대중 납치 사건과 육영수 저격 사건이 연달아 터지면서 한일 관계가 급격히 악화됐다. 시나는 다나카의 요청을 받아 9월에 방한하여 박정희와 만나 이 문제를 논의했다. 시나는 재일 한국인 문세광이 연루된 육영수 저격 사건에 관해 사과하고 재발 방지·수사 협력·일본내의 반한 활동 단속 등을 약속한 다나카의 서신을 박정희에게 전달했다. 이를 계기로 한일 관계는 어느 정도 수습되었다.
1974년 7월에 치러진 참원선에서 자민당은 부진한 성적표를 받았다. 이에 부총리 미키 다케오와 대장상 후쿠다 다케오는 다나카를 비판하며 사임하여 다나카 내각은 붕괴로 내몰렸다. 시나는 다나카에게 당을 개혁해야 한다고 주문했고 다나카는 이를 받아들여 8월 1일에 시나를 회장으로 하고 각 파벌의 유력자들을 불러모아 당 기본문제 및 운영에 관한 조사회를 설치했다. 하지만 다나카 금맥 문제가 불거지면서 결국 다나카는 11월에 퇴진을 표명했다.
다나카의 뜻에 따라 후임 총재 지명은 시나에게 맡겨졌다. 시나는 선거로 총재를 선출하기보다는 합의를 통해 추대해야 한다고 여겼고 12월 1일에 대파벌 영수인 후쿠다와 오히라를 배제하고 소수 파벌을 이끌던 미키를 후임으로 지명했다. 이것을 시나 재정이라 한다. 이는 정치권과 세간을 놀라게 했을 뿐 아니라 미키 본인도 청천벽력과도 같았다고 술회할 만큼 놀라운 결정이었다. 다만 미키와 나카소네 야스히로는 사전에 이 사실을 이미 통지받았다는 얘기도 있다. 당시 언론은 이를 두고 물러나는 '금권' 다나카를 비판하고 '클린' 미키를 환영했다.
미키가 총재가 된 뒤에도 부총재에 유임된 시나는 나다오 히로키치를 총무회장에 추천하여 당 개혁을 이어가려 했으나 금방 갈등이 생겼다. 시나는 「정치자금규정법」 개정을 주장했지만 미키는 기업 헌금을 모두 폐지할 것을 역제안했다. 하지만 소선거구제 도입을 희망하던 시나는 개인 단위가 아닌 정당 단위로 헌금을 모으는 게 유리하다고 판단해 미키의 제안을 받아들이지 않았다. 당 개혁 외에도 「독점금지법」 개정이나 록히드 사건에 대한 대처 등을 둘러싸고 시나는 미키와 자주 갈등을 빚었다. 시나가 미키의 정책에 하나하나 간섭하자 세간에서는 미키 원정이라 비판하기 시작했고 미키에 대한 시나의 불만은 미키 끌어내리기로 이어졌다.
1976년 5월 시나는 다나카, 후쿠다, 오히라와 만나 미키 퇴진에 대한 합의를 봤다. 미키는 록히드 사건 석명에 주력해야 한다며 퇴진 요구를 거절했다. 당시 여론은 시나가 미키를 쫓아내려는 건 록히드 사건의 진실을 은폐하고 다나카를 구하기 위함이라며 거세게 비판했다. 여론의 눈치를 살피던 후쿠다와 오히라는 시나와 만난 사실을 숨겼고 여론은 미키를 응원했다. 결국 6월에 나다오의 중재로 미키 끌어내리기는 실패로 끝났고 시나의 정치적 영향력도 급격히 후퇴했다.
그런데 록히드 사건의 여파로 다나카가 검찰에 체포되면서 상황이 급변했다. 다나카가 체포되면서 미키 퇴진 요구가 다나카를 지키기 위해서라는 주장이 힘을 잃은 것이다. 8월 19일에 다나카파, 오히라파, 후쿠다파, 시나파, 후나다파, 미즈타파는 거당체제확립협의회(거당협)를 결성하여 제2차 미키 끌어내리기를 시도했다. 미키는 중의원 해산을 통해 위기를 극복하려 했으나 거당협이 해산에 동의하지 않았다. 미키는 퇴진 요구를 계속 거부한 채 9월에 개조 내각을 꾸렸다. 하지만 당내에서 미키를 지지하는 건 나카소네파밖에 없는 상황에서 미키가 계속 버티는 건 불가능했고 결국 미키는 12월에 중의원 임기가 만료되면 총선을 시행하고 그 후에 퇴진할 것을 표명했다. 거당협이 이를 받아들이면서 미키 끌어내리기는 종료됐다. 훗날 시나는 자신이 총재로 추대한 미키를 왜 끌어내렸는가에 대해 "낳기는 했지만 키우겠다고는 말하지 않았다"라고 말했다.
12월 5일에 진행된 총선에서 자민당은 분열된 상태에서 치른 결과 의석 수가 감소했고 이에 대한 책임을 지는 차원에서 미키는 총재에서 물러났다. 후임 총재로 후쿠다가 선출됐고 24일에 취임했다. 후쿠다 내각이 발족하면서 시나는 부총재에서 물러났다.

### 만년과 사망
시나는 오랫동안 도쿄도 시부야구 히로오에서 거주했으나 1978년 6월에 가나가와현 가와사키시 다마구 이쿠타로 이사갔다. 10월에는 후원회 간부에게 정계에서 은퇴하겠다는 뜻을 전달했으며 시나의 후원회는 차남인 시나 모토오를 시나의 후계자로 결정했다.
1979년 6월 노인성 결핵과 하반신 근위축증을 치료하기 위해 게이오기주쿠 대학병원에 입원했다. 그리고 차기 총선에 불출마하겠다고 표명한 뒤 총선 유세가 한창이던 9월 30일 병원에서 사망했다. 향년 81세. 사후에 훈1등 욱일동화대수장을 추증받고 종2위에 추서됐다.

## 가족 관계
도쿄시장, 내무상, 제도부흥원 총재 등을 역임한 고토 신페이는 숙부이며 4선 중의원 의원과 재선 참의원 의원을 지낸 시나 모토오는 차남이다.

## 역대 선거 기록
|  | 4.7% |

|  | 13.5% |

|  | 14.6% |

|  | 17.2% |

|  | 20.4% |

|  | 19.7% |

|  | 18.1% |

|  | 22.6% |

|  | 18.2% |

## 같이 보기
- 만주국
- 기시 노부스케
- 박정희
- 한일기본조약
- 시나 재정
- 미키 끌어내리기

### 내용주
1. ↑  만주국 실업부는 일본의 상공성과 농림성을 합친 것에 해당하는 기구였다. 부장은 만주인으로 보했지만 실권은 일본인들이 가지고 있었다.[6]
2. ↑  일본의 「중요산업통제법」은 주요 산업의 담합 결성을 촉진해 사나업의 합리화를 꾀하는 게 목적이었지만 만주국에서는 정반대의 목적을 가진 것이었다.[8]
3. ↑  훗날 시나는 "경찰이 너무 불쌍해서 자수하게 했다"라고 술회했다.[25]
4. ↑  그녀는 남편의 선거를 정력적으로 도와 남편을 대신해 입회 연설회에 참여하기도 했다.[26]
5. ↑  한일 국교 정상화는 미국의 동아시아 전략의 일환이기도 했다. 따라서 한일 교섭은 사실상 한미일 교섭의 성격도 가졌다.[31]
6. ↑  청구권 문제는 일본 외무상 오히라 마사요시와 한국 중앙정보부장 김종필의 회담으로 해결을 본 상태였다. 어업 문제는 평화선 철폐, 한국 연안 12마일까지를 어업 전관 수역으로 설정, 공동규제구역 설치 등의 합의가 이루어졌다.[29]
7. ↑  일본에서 이 성명에 대한 반발이 거셌다. 이에 대해 시나는 "아무튼 몇 번이라도 사과해야 한다", "많이 사과할수록 좋다. 그게 한일 관계를 좋게 하니까 필요하다"라고 설명했다.[34]
8. ↑  한국은 일본의 사죄를 명문화할 걸 요구했지만 일본은 이를 받아들이지 않았다. 한편 일본은 기본조약을 통해 한국에 대한 일본의 전후배상청구권은 소멸했다고 주장하고 있다.
9. ↑  이는 총리대신 사토가 지시한 것이었다. 그리고 의장 후나다 나카와 부의장 다나카 이사지는 비준서 교환식이 끝난 뒤 책임을 지고 사임했다.[43][44]
10. ↑  다나카는 시나에게 대만에 가줄 것을 요청하면서 시나를 부총재에 앉혔다. 당시 시나가 공직을 맡고 있지 않았기에 대만의 체면을 세워줄 필요가 있었기 때문이었다.[51]
11. ↑  정치평론가 미야케 히사유키는 시나가 사전에 미키에게 재정을 알린 뒤 미키가 받아들이지 않도록 한 뒤 자신이 총재가 될 계획을 꾸몄지만 미키가 이를 받아들이지 않았다고 주장했다.[59]